# Macrolabis sorbariae
Macrolabis sorbariae är en tvåvingeart som beskrevs av Pavel Lehr 2001. Macrolabis sorbariae ingår i släktet Macrolabis och familjen gallmyggor. Inga underarter finns listade i Catalogue of Life.